# ヴェロニカ・ドゥダロワ
ヴェロニカ・ボリソヴナ・ドゥダロワ（ロシア語: Вероника Борисовна Дударова；英語: Veronica Borisovna Dudarova, 1916年12月5日バクー – 2009年1月15日モスクワ）は、旧ソ連ならびにロシアの指揮者。ロシアにおいて唯一オーケストラの指揮者として成功した女性として知られる。

## 経歴
バクーにおいて、オセチア系の旧貴族の家庭に生まれる。5歳から地元のバクー音楽院付属音楽学校でピアノを学ぶ。しかし1930年代初頭に父親が弾圧をうけ、2人の姉妹も亡くなることとなり、1933年に母と共にレニングラードへ引っ越す。
1933年から1937年までレニングラード音楽院ピアノ科でパーヴェル・セレブリャーコフについて学ぶ。1937年にモスクワへ引っ越し、ピアニストとして活動するとともにボリス・ベルリン(Б. М. Берлин)について学びモスクワ音楽院入学を目指して学ぶ。翌年彼はドゥダロワに指揮科へ入学することを勧め、レオ・ギンズブルクに紹介している。1939年にモスクワ音楽院指揮科に入学してレオ・ギンズブルクに師事し、後にニコライ・アノーソフに師事。1947年に同音楽院を卒業。
在学中の1944年に指揮者としてデビューする。その後は中央青少年劇場(ロシア語: РАМТ))で指揮者として活動をはじめ、1945年から1946年にはモスクワ音楽院附属オペラスタジオのアシスタント指揮者を務めている。1947年にはモスクワ州フィルハーモニー交響楽団（現在のモスクワ国立アカデミー交響楽団）の指揮者となり、1960年に首席指揮者に昇進し、1989年まで同楽団を監督した。1991年には自前のロシア交響楽団を創設した。そして1991年から2003年まで同交響楽団を率い、亡くなるまで芸術監督の座にあった。

## 家族
- 母：エレーナ・ダニロヴナ・トゥスカエヴァ(Елена Даниловна Тускаева)
- 父：ボリス・コンブラトヴィチ・ドゥダロフ(Борис Камбулатович Дударов)はエンジニア
- 夫：最初の夫のボリス・ヴァインシュテイン(Борис Самойлович Вайнштейн)はチェスプレーヤー。
- 夫：2番目の夫のユーリー・ヴラディミーロフ(Юрий Яковлевич Владимиров)は作曲家。
- 夫：3番目の夫のガブリエル・デボリン(Гавриил Деборин)は生物学者。